# Moskenstraumen

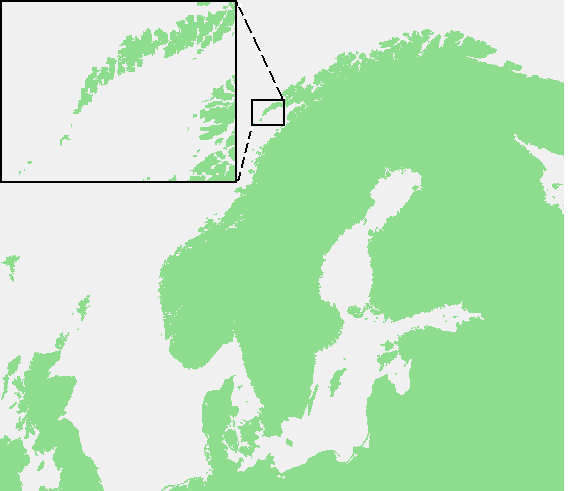
Lage vor der Skandinavischen Halbinsel.

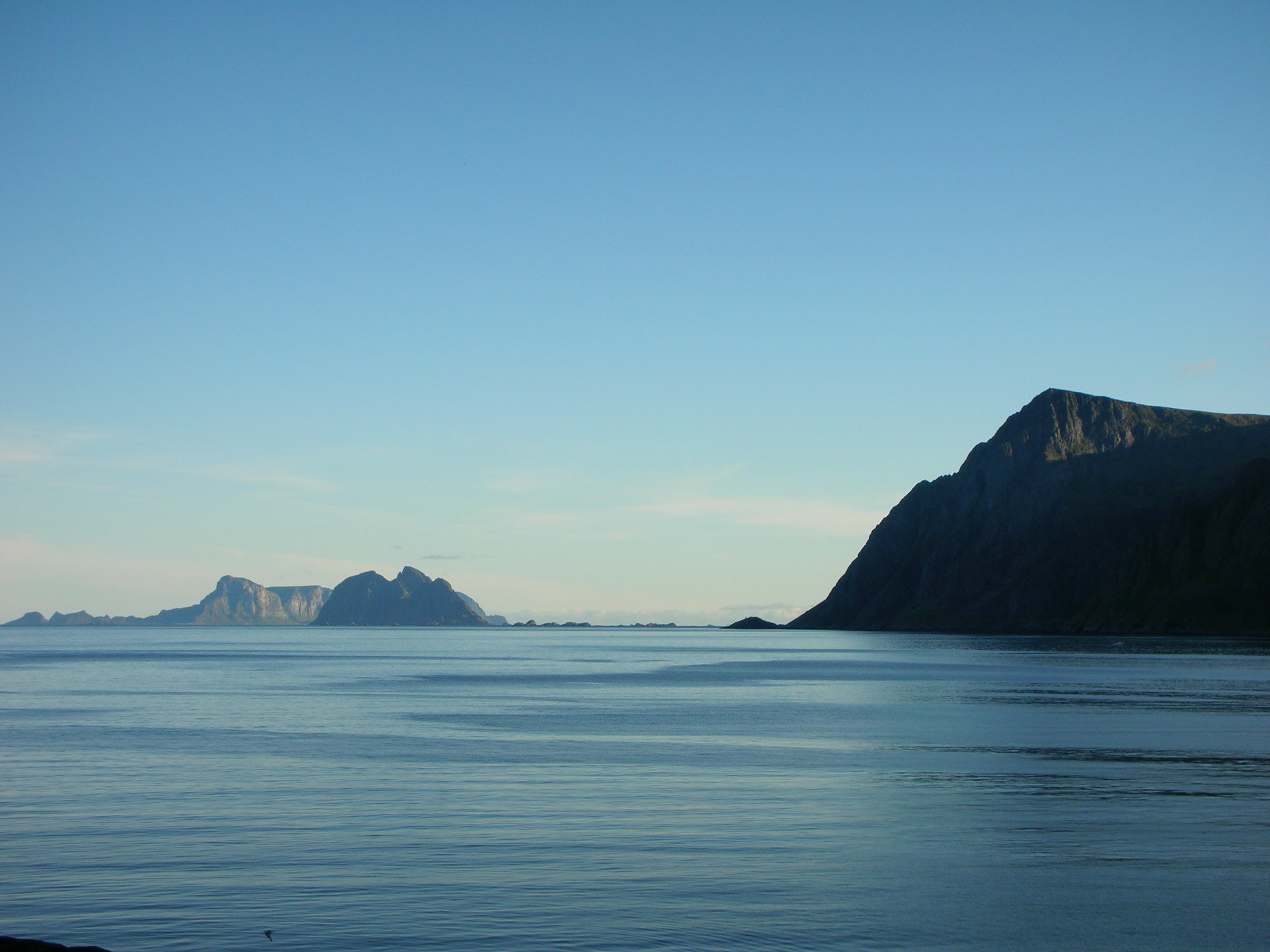
Moskenesstraumen zwischen Værøy, Mosken und Moskenesøy

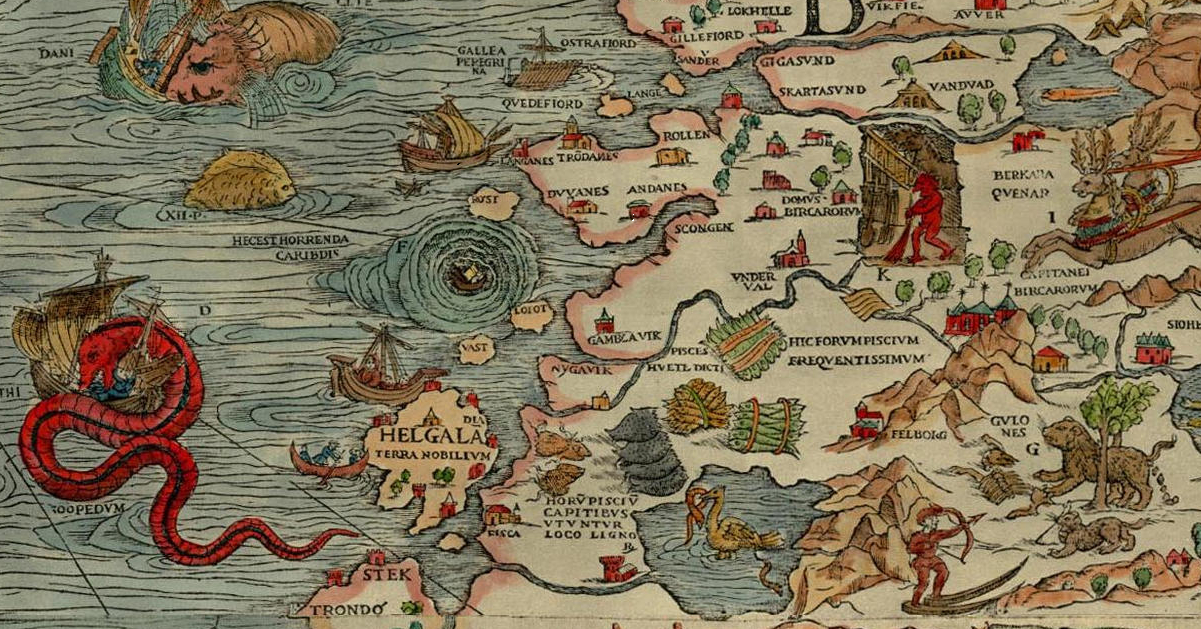
Der „Mahlstrom“ in der Renaissance-Illustration Carta Marina des schwedischen Bischofs Olaus Magnus von 1539

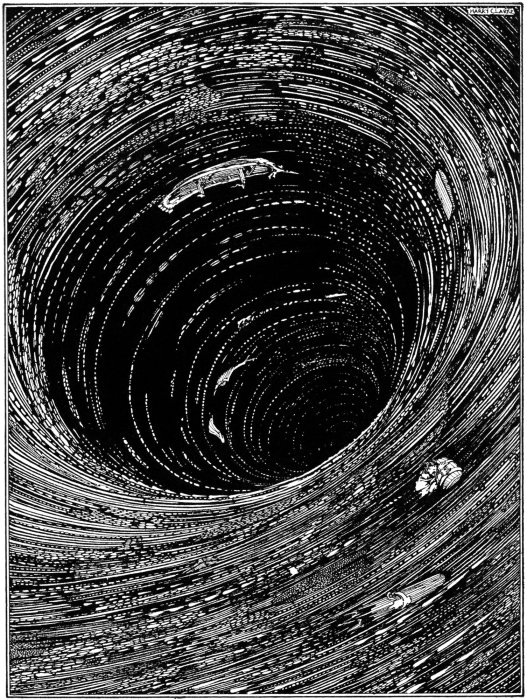
Illustration eines Mahlstroms von Harry Clarke (1919) für Edgar Allan Poes Geschichte A Descent into the Maelström

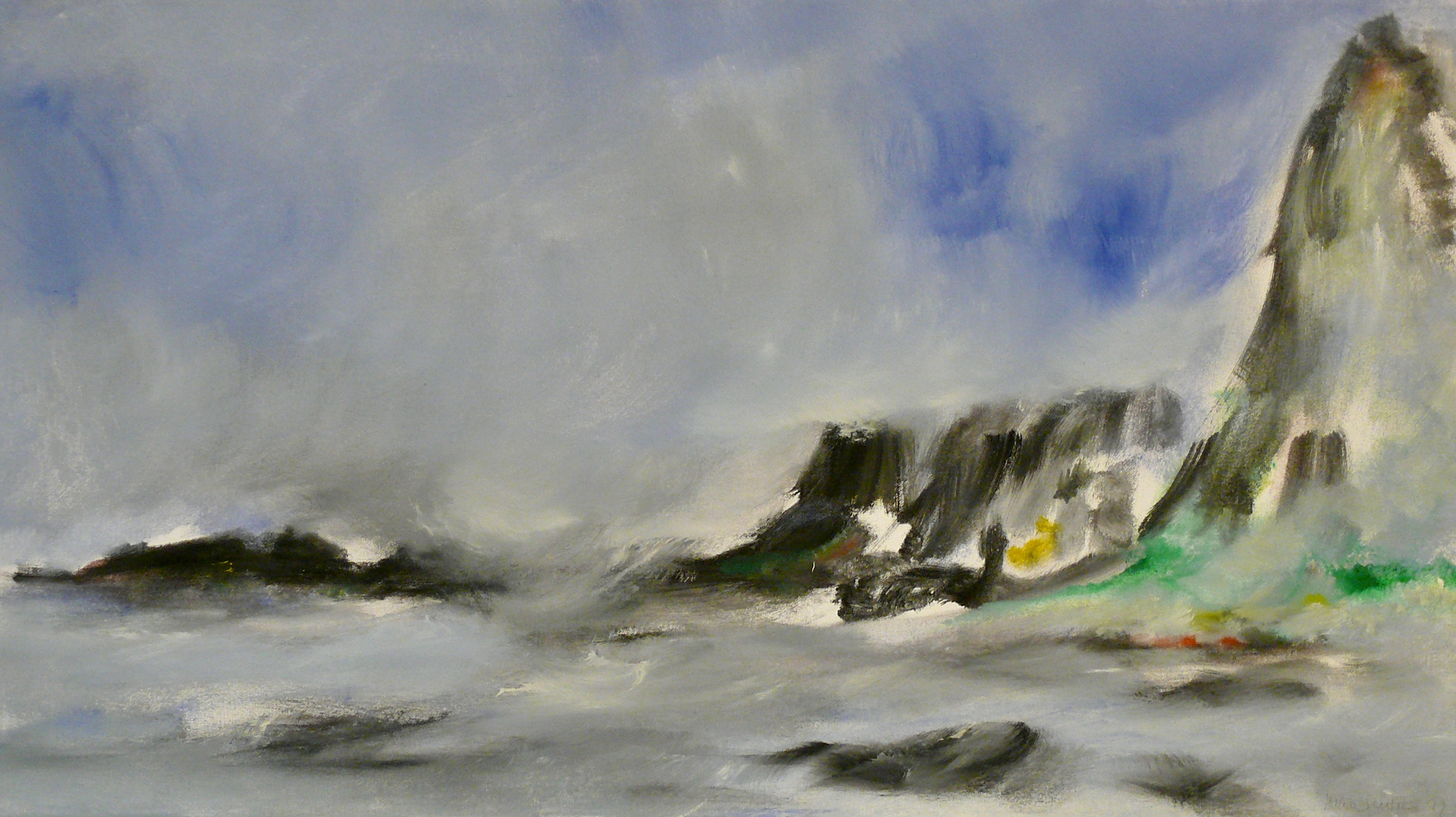
Moskstraumen I, Gemälde von Ingo Kühl 1999

Der Moskenstraumen, auch Mahlstrom oder Malstrom (norw. Moskenesstraumen oder Moskstraumen), ist ein Gezeitenstrom zwischen den Lofoten-Inseln Moskenesøy und Værøy in Norwegen.
Charakteristisch für den Strom sind starke Wasserwirbel. Er wurde damit zum Namensgeber für fiktive gefährliche Wasserwirbel in Legenden, Literatur, Malerei und Film, die oft übertrieben groß dargestellt werden.

## Im Mythos
Ein mythischer Hintergrund des Mahlstroms findet sich in der Gróttasöngr der Edda. Hiernach erhält der dänische König Fróði eine Handmühle, mit der sich alles herbeimahlen lässt. Um die schweren Mühlsteine bewegen zu können, bedient er sich zweier Riesinnen, die er dem schwedischen König abkauft. Tag und Nacht nötigt er sie, Gold, Reichtum, Erfolg und Glück herbeizumahlen. Um zu entkommen, mahlen sich die Mägde eine Streitmacht herbei, die König Fróði erschlägt und die Mühle samt Riesinnen auf einem Schiff mit sich nimmt. Der Anführer der Streitmacht entpuppt sich als ebenso unersättlich. Noch auf dem Schiff müssen die riesigen Mägde Unmengen an Salz herbeimahlen, das schließlich das Schiff zum Kentern bringt. Und noch heute mahlen am Meeresgrund die gewaltigen Mühlsteine das Meer salzig. Dieser Ort wird Mahlstrom genannt.

## In Kunst und Kultur
1539 gab der Bischof Olaus Magnus die Carta Marina heraus, auf der ein ein Schiff verschlingender Wirbel bei den Lofoten vor der norwegischen Küste dargestellt und mit dem Wort hec est horrenda caribdis (Dies ist die schreckliche Charybdis) beschrieben ist. In seiner erstmals 1555 in Rom erschienenen Erläuterung der Karte Historia de gentibus septentrionalibus („Eine Beschreibung der Nordvölker“) wird entsprechend eine Charybdis, ein Meeresungeheuer, zwischen den Inseln „Loffoeth“ und „Röst“ in Nordnorwegen beschrieben, die in Kapitel 8, De fluxu et refluxu Oceani mit der Bezeichnung „Mostastroom“ genannt wird.
1788 schreibt Giacomo Casanova in einem Roman über die „Megamikren“ ausdrücklich von einem Malstrom, der den Zugang ins Innere der Erde darstellt, wo diese kleinen Menschen leben, und den er auch genau verortet: „Nun befanden wir uns zwischen der kleinen Insel Vero und den Lofoten-Inseln, auf dem 28. Grad geographischer Länge und auf 68 Grad 15 Minuten nördlicher Breite.“ In Friedrich Schillers Ballade Der Taucher (1797) ertrinkt der Held in einem Mahlstrom.
1834 erschien vom Autor Archibald Duncan im The Mariner’s Chronicle in New Haven ein Artikel, der unter dem Titel „Ein Bericht über den Wirbelstrom von Drontheim“ im „Alexander's Weekly Messenger“ am 10. Oktober 1838 abgedruckt wurde. Darin beschreibt Duncan sehr detailliert den Wirbel des Mahlstroms bei den Lofoteninseln in Nordnorwegen erstmals in der amerikanischen Literatur.
Duncans Artikel wurde 1841 für Edgar Allan Poe die (teilweise wortwörtliche) Vorlage zu dessen Geschichte A Descent into the Maelstrom („Hinab in den Maelström“), die dann ins Französische übersetzt nach Europa kam und Einfluss auf Jules Verne (Vingt mille lieues sous les mers – „20.000 Meilen unter dem Meer“) u. a. hatte. Auch Liu Cixin nimmt in seinem Science-Fiction-Roman Jenseits der Zeit Bezug auf Poes Geschichte.
Duncan schrieb u. a. in seinem Artikel den Satz: „In the year 1645, early in the morning of Sexagesima Sunday, it raged with such noise and impetuosity that on the island of Moskoe the very stones of the houses fell to the ground.“ Poe adaptierte diesen Satz in seiner Geschichte: „In the year 1645, early in the morning of Sexagesima Sunday, it raged with such noise and impetuosity that the very stones of the houses on the coast fell to the ground.“
Ernst Wilhelm Nay verbrachte 1937 mehrere Monate auf den Lofoten, wo er in Svolvaer, Stamsund, Eggum und Reine lebte und Aquarelle malte, die ihm in seinem Berliner Atelier als Grundlage für seine "Lofoten-Bilder" dienten. 1938 unternahm er eine zweite Reise auf die Lofoten.
Auf den Maler K. R. H. Sonderborg (1923–2008) übte der Mahlstrom Moskenstraumen eine große Faszination aus. Er zitierte in vielen seiner Bilder die kreisenden Bewegungen der Strudel. Er reiste zu Studienzwecken wiederholt an den Mahlstrom zwischen den Lofoteninseln.
1999 reiste der Maler Ingo Kühl (* 1953) zu den Lofoten, richtete sich ein provisorisches Atelier in Reine in einem Rorbu ein und malte den Moskstraumen.
In jüngerer Zeit spielte Walter Moers in seinem Roman Die 13½ Leben des Käpt’n Blaubär auf den Mahlstrom an, dem er unter dem Namen „Malmstrom“  fantastische Züge verleiht. Ebenso spielt ein Mahlstrom im zweiten Band der Eragon-Reihe von Christopher Paolini eine entscheidende Rolle. Auch hat er Einzug in die Welten der Computerspiele Warcraft und LEGO Universe gehalten.
In der Wellenläufer-Trilogie von Kai Meyer spielt ein gigantischer Mahlstrom mit Ausmaßen von über 50 Meilen Breite und 6 Meilen Tiefe eine wichtige Rolle. Dieser Mahlstrom wird als so stark beschrieben, dass er aufgrund des Sogs nicht überflogen werden kann.
Auch im Film Pirates of the Caribbean – Am Ende der Welt gibt es einen ähnlichen Strudel.

## Fischgründe

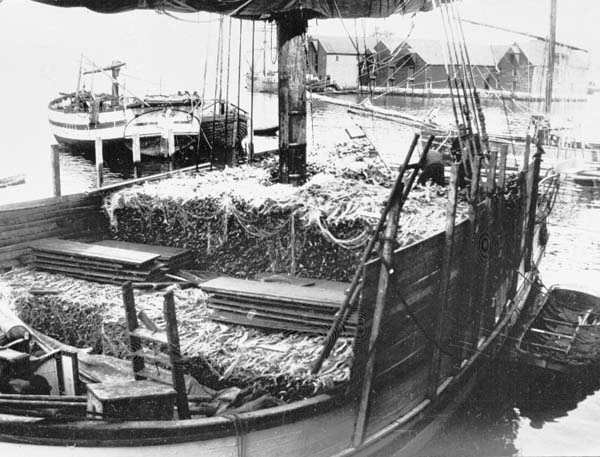
Lofotenkutter mit Stockfisch um 1870

Durch die exponierte Lage der Lofoten in südwestlicher Richtung zieht der Moskenstraumen die Fischschwärme an. Vor allem der Laichzug des Barentssee-Dorsches in die südlichen Laichgründe bei Jahresbeginn ist von je her ein lukratives saisonales Geschäft. Der Vestfjord, zwischen dem Festland und den Lofoten gelegen, ist das Hauptlaichgebiet. Durch seine Keilform bindet er einen Teil des warmen Golfstromes; so werden ununterbrochen neue Nährstoffe zugeführt.
Im frühen Mittelalter begann der Siegeszug des Stockfisches als wichtigste Ware der Region. Die isländische Egils saga berichtet, dass der Lofot-Wikinger Þórólfr Kveldúlfsson um 875 Stockfisch nach England exportierte.
In der Hansezeit übernahm Lübeck über seine norwegische Niederlassung Bergen (Tyskebryggen) den europaweiten Verkauf.
Die Rorbuer (dt. Rudererhütten) auf Å und Orte in der Umgebung zeugen noch heute vom Fischfang der zurückliegenden beiden Jahrhunderte. Mehrere tausend Saisonfischer aus ganz Nordnorwegen packten zu Weihnachten ihre „Lofotenkiste“ und wurden auf den kargen Eilanden in diesen Hütten untergebracht. Bis Ostern wurde der Fisch am Gestänge aufgehängt. An jedem Tag ist man in der kalten Jahreszeit zum Gezeitenstrom hinausgerudert. Zu Pfingsten war das Produkt Stockfisch fertig, und es wird noch heute verkauft.